# Apokalypse
Apokalypse — мини-альбом австрийской группы Abigor, вышедший 14 апреля 1997 года на лейбле Napalm Records.

## Об альбоме
Apokalypse смикширован 18 и 19 января 1997 года Георгом Храуда и участниками группы.
Мини-альбом длится 17 минут и содержит шесть коротких композиций. Новые песни стали более прямолинейными и соответствующими блэк-металу, нежели экспериментальные композиции с привлечением синтезаторов с предыдущего альбома группы Opus IV.
Генри Акелей (Chronicle of Chaos) оценил альбом на 8 баллов из 10 и назвал его «очень крутым релизом, который рекомендуется к прослушиванию тем, кто хочет послушать абсолютно мрачный и простой блэк-метал, сделанный в необычной и творческой манере». Вольф-Рюдигер Мюльман (Rock Hard) присвоил Apokalypse оценку 7.0, назвав его подходящим саундтреком для поездки Сатаны от ворот ада до австрийской столицы.

## Список композиций
1. Celestial — 02:44
2. Verwüstung — 03:13
3. Ein Hauch Von Kälte — 02:07
4. Hyperwelt — 02:57
5. Tu Es Diaboli Juna — 02:57
6. Ubique Daemon — 03:23

## Участники записи
- Петер Кубик — гитара, бас
- Томас Танненбергер — ударные, гитара
- Силениус — вокал